# Cladomyza
Cladomyza es un género con 24 especies de plantas de flores perteneciente a la familia Santalaceae. 

## Especies seleccionadas
- Cladomyza acrosclera
- Cladomyza angustifolia
- Cladomyza crassifolia
- Cladomyza cucullata
- Cladomyza cuneata